# Vaca esfèrica

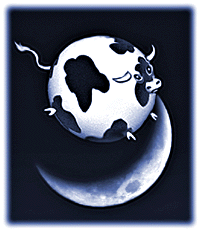
Una vaca esfèrica

La vaca esfèrica és una metàfora utilitzada per models científics altament simplificats de fenòmens complexos reals. L'expressió prové d'un acudit sobre els físics teòrics:
| « | La producció de llet d'una granja era tan baixa que el granger va demanar a la universitat local ajuda acadèmica. La universitat va reunir un equip multidisciplinari de professors, encapçalat per un físic teòric, i van estar dues setmanes fent recerca de camp intensiva. Els científics van tornar a la universitat, amb els seus portàtils plens de dades, i l'encàrrec d'escriure l'informe es va deixar per al líder de l'equip. Poc després, el granger va rebre l'informe, que començava així: «Considerant una vaca esfèrica, ...» | » |

Té moltes variants, entre les quals un cavall esfèric en el buit, a partir d'un acudit d'un físic que deia que podia predir el guanyador de qualsevol cursa de cavalls, sempre que es tractés de cavalls perfectament esfèrics i elàstics movent-se a través del buit.
La moralitat de l'acudit és que els físics sovint redueixen un problema a la forma més simple que poden imaginar per tal de poder obtenir uns càlculs més factibles, encara que tal simplificació pugui dificultar l'aplicació del model a la realitat.

## Cultura popular
- La comèdia Brass Eye inclou una escena on el presentador, Chris Morris, parla de la producció no ètica de carn a partir de vaques esfèriques.
- A la sitcom americana The Big Bang Theory, en el novè episodi de la primera temporada, Leonard Hofstadter cita aquest acudit amb una lleugera variació («gallines esfèriques en el buit»).
- Spherical Cow (vaca esfèrica) en anglès fou escollit com el criptònim de la distribució Linux Fedora 18.[6]